# 全日本空手道松涛館
一般財団法人 全日本空手道 松涛館（ぜんにほんからてどう しょうとうかん、英語: All Japan Karatedo Shotokan、略称：全空松もしくはAJKS）は、松濤館流空手道の会派団体の統括組織。全日本空手道連盟の協力団体。

## 概要
全日本空手道連盟（全空連）では各流派が流派全体を統括する団体を作り、全空連に加盟している。全空連創立にも携わった日本空手協会が全空連の協力団体となっていたが、2014年、天皇杯・皇后杯の下賜をめぐる問題により全空連との対立が生じ、全空連より除名処分が発表された。
2014年6月6日、笹川堯を初代会長として「一般財団法人全日本空手道松涛館」を設立。翌日、全空連の協力団体に承認された。
その後、日本空手協会の協力団体への加盟が再度認められることとなり、松濤館流については各流派一団体の原則が崩れ、二つの協力団体が併存することになった。